# 권투
권투(拳鬪) 혹은 복싱(영어: Boxing), 격투(格鬪)는 격투 스포츠 종목 중 하나이다. 주먹에 글러브를 끼고 펀치만을 사용해 상대방 허리벨트 위의 상반신 전면과 측면만을 공격한다. 복싱이라는 이름이 붙은 경기로는 킥복싱, 체스복싱 등도 있다.

## 역사
고대 조각이나 벽화에 나타난 바에 따르면 권투는 BC 3000년 전에 시작되었다. 기원전 2000여 년 전의 것으로 추정되는 고대 메소포타미아의 부조를 들 수 있으며, 고대 이집트 제18왕조의 무덤에서 미츠키나이테
발굴된 권투시합 장면이 있다. 고대 이집트에서는 다른 문명권에서와는 달리 권투가 아주 성행하지는 않았던 것으로 추정되는데, 레슬링 및 봉술에 관한 자료에 비해서 권투에 관한 유물은 이 18왕조의 것이 유일하다
제23회 고대 올림픽에서 권투가 처음으로 정식종목으로 채택됐으며 최초의 금메달 리스트는 SMYRNE이다.
제41회부터 소년 권투가 시작되었고 왼손 권투선수인 TISANDROS가 BC 572-560에 고대 올림픽에서 4연속 우승을 하였다.
그 후 기독교 신부들의 요청으로 로마 황제 호노라스가 권투를 금지했고, 서로마 제국의 멸망과 더불어 음지에서 행해지던 권투가 부활하기 시작하였다.
AD 1000년경에 공식적인 경기장에서 시합이 시작되었고 개신교도인 MERCURY가 처음으로 권투를 인정하였다.
1719년에 JAMES FIGG가 챔피언에 올랐고 이때는 체급의 구분이 없었으며 1730년까지 계속 챔피언 타이틀을 유지하였다.
1743년에 JACK BROUGHTON이 최초의 규정을 발표하여 "BROUGHTON"이라 정하였다.
그 후 1892년 글러브를 끼고, 1라운드는 3분, 휴식은 1분으로 하며, 다운이 되어 10초 이내에 일어 나지 못하면 상대편의 승리로 인정하는 퀸스베리 규칙(Queens Berry'S rule)이 제정되었다.
1896년에 하계 올림픽이 개최됨에 따라 세계각국에서 권투연맹이 결성되어 국제교류가 시작되었다.
1946년 국제 아마추어 권투 연맹이 영국 런던에서 발족하였고, 1964년 기준 전 세계의 권투인구는 182개국에서 약 200만명이 활동하고 있다.
20세기 초반에 들어서, 세계 프로 권투의 주요 타이틀전은 대체로 20라운드제로 치러졌다. 당시에는 장기전을 통해 기량과 지구력의 우위를 겨루는 것이 관례였으며, 선수들은 장시간 경기에 대비한 체력 안배와 전략적 운용을 필수적으로 숙지하여야 하였다. 그러나 장시간 경기로 인한 부상 및 사망 사례가 누적됨에 따라, 선수 보호와 경기 운영의 효율성을 도모하기 위한 규칙 개정 논의가 활발히 이루어졌다.
이러한 논의의 결과, 1930년대 중후반을 전후하여 주요 권투 단체들은 점차 15라운드제를 채택하였고, 이후 15라운드가 세계 챔피언전의 표준 규격으로 정착하였다.
1982년 김득구 선수의 사망 사건을 계기로 프로 복싱 경기 규정은 15라운드에서 12라운드로 단축되었으며, 이 규정은 장기간 유지되었다. 그러나 2025년 8월 일본에서 권투 선수 두 명이 사망하는 사건이 발생함에 따라, 국제복싱협회는 선수 안전 강화를 목적으로 규정을 개정하여 경기 라운드를 종전 12라운드에서 10라운드로 축소하는 방안을 추진하고 있다.

## 스타일
- 아웃 복싱(Out boxing): 원거리 전법[4]
- 인파이팅(infighting) : 근거리 전법[4]

## 기구,단체

### 아마추어권투
- 국제아마추어복싱연맹(AIBA)
- 대한아마추어복싱연맹(BAK)
- 월드복싱(World Boxing))

### 프로권투

#### 4대 기구
- 세계 복싱 협회(WBA)(NBA 전미복싱협회가 전신)
- 세계 복싱 평의회(WBC)
- 국제 복싱 연맹(IBF)
- 세계 복싱 기구(WBO)

#### 군소 기구
- 세계 프로 복싱 연맹(WPBF)
- 국제 복싱 기구(IBO)
- 세계 복싱 기금(WBF)
- 세계 복싱 연합(WBU)
- 국제 복싱 협회(IBA)
- 국제 복싱 연합(IBU)
- 국제 복싱 평의회(IBC)

#### 지역 기구
- 동양태평양복싱연맹(OPBF)
- 범아시아복싱협회(PABA)
- IBF 아시아
- WBO 아시아퍼시픽
- 북미복싱협회(NABA)
- 전미복싱협회(USBA)
- 북미복싱연맹(NABF)
- 북미복싱기구(NABO)
- 중미카리브해복싱연맹(FECARBOX)
- 남미복싱연맹(FESUBOX)
- 범아프리카복싱협회(PAFBA)
- 유럽복싱연합(EBU)

#### 국내 기구
- 한국복싱매니지먼트(KBM)
- 한국권투위원회(KBC) - 한국권투위원회에서는 단체 성격을 아마추어 복서를 제외한 (프로)남·녀권투계를 보호육성하는 단체로 규정하고 있다.[5]
- 한국프로복싱연맹(KPBF)
- 한국권투협회(KBA)
- 한국권투연맹(KBF)

## 선수권 대회
- 세계복싱선수권대회

## 프로권투와 아마추어 권투
복싱은 크게 프로권투와 아마추어 권투로 나뉜다. 프로권투는 대전료(Fight Money)수입을 목적으로 하는 상업적인 스포츠이며, 한국권투위원회에서 주관하는 프로테스트 에 합격해야 프로권투 선수로 활동할 수 있다. 경기시간은 1라운드(R)3분이며, 헤드기어와 런닝셔츠를 착용하는 아마추어와는 달리 상의를 탈의하고 트렁크(Trunk,운동선수가 착용하는 반바지)를 착용한다. 고 김득구 선수가 레이 맨시니 선수와의 경기도중 뇌손상으로 사망한 사고 이후 세계타이틀 경기는 12라운드, 국내타이틀 경기는 10라운드까지 경기한다.

## 올림픽
쿠바 복싱 스타일은 다른 나라들에서도 유명할정도로 엄청나다. 쿠바 복싱 스타일은 화려한 변칙 스텝을 기반으로 한 복싱이다. 또한 쿠바 권투는 1970년대 초부터 1990년대 말까지 아마복싱 세계최강 이었다 특히 그 시절 올림픽이나 세계선수권대회에서 당시 전체 12체급 중에서 7체급 이상을 가져간 경우가 엄청 많았다 지금은 최강급은 아니고 그냥 복싱 강국 수준이다 유명한 선수들이 많지만 
특히 헤비급 올림픽 3연패라는 전무후무한 대기록을 세운 두 선수 1972,1976,1980 올림픽 테오필로 스테벤손(무하마드 알리를 능가하는 역대급 선수). 펠릭스 사본(마이크 타이슨을 능가하는 역대급 선수)1992.1996.2000 올림픽
올림픽에서의 권투는 한 경기 당 3라운드로 진행되며 3라운드가 끝나도 승부가 결정되지 않을 경우 판정으로 승부를 결정한다. 또한 권투는 다른 종목과는 달리 준결승에서 패하면 3/4위전 없이 무조건 동메달로 처리하기 때문에 다른 종목에 비해 동메달이 한개가 더 많다. 이렇게 하는 이유는 오직 선수의 안전 때문으로 경기에서 한번이라도 패한 선수는 부상(또는 사망)의 위험에 더 많이 노출되므로 두 번 다시 경기를 시키지 않기 때문에 준결승에서 패하면 무조건 동메달로 처리하는 것이다.

## 같이 보기
- 한국의 권투 선수 목록